# Jīngjíbù
Il Jīngjíbù (經集部 ) (T.D. vol. 14-17, sezione dal n. 425 al n. 847) è la sezione del Canone buddista cinese che raccoglie circa  1120 rotoli consistenti in circa 400 sutra sia del Buddismo dei Nikāya sia del Buddismo Mahāyāna. Tra questi vi si trovano: 
- Suvarṇaprabhāsasūtra (anche Suvarṇa-prabhāsauttama-sūtra, Sutra della luce dorata dei re eccellenti,金光明經pinyin: Jīnguāngmíngjīng, giapp. Konkōmyōkyō), tradotto da Dharmakṣema nel 414-21 e dal pellegrino cinese Yìjìng (義淨) nel 703.
- Tathāgatagarbhasūtra (Sutra del Tathāgatagarbha; 大方等如來藏經 pinyin Dàfāngděngrúláizàngjīng giapp. Daihōdōnyoraizōkyō) la cui versione sanscrita è andata perduta e si pensa sia stata redatta all'inizio del III sec., fu tradotto in cinese da Buddhabhadra nel IV sec.
- Saṃdhinirmocanasūtra (Sutra che rivela il pensiero o Sutra che rivela i misteri, 解深密經 pinyin: Jiěshēnmìjīng giapp. Gejinmikkyō) tradotto da Bodhiruci nel 514 e da Xuánzàng (玄奘) nel 647 (ne esistono comunque altre due traduzioni parziali di: Guṇabhadra del 435-43 e di Paramārtha del 557). È il sutra su cui si fonda la scuola cinese di derivazione Cittamātra, Fǎxiāng (法相) e di quella giapponese Hossō.
- Laṅkāvatārasūtra (Il Sutra della discesa a Lanka, 楞伽經 pinyin Lèngqiéjīng, giapp. Ryōgakyō), sutra di derivazione Cittamātra considerato molto importante nelle prime scuole del Buddismo Chán. Non si sa quando sia stato redatto. La prima traduzione in cinese, opera  di Dharmakṣema (con il titolo Lengqiejing sijuan, 楞伽經四卷, e menzionata nel Kaiyuan lu) effettuata tra il 412 e il 433, è andata perduta. Ne esistono altre tre traduzioni: una, parziale di Guṇabhadra  (Lengqie abatuoluo baojing 楞伽阿跋多羅寶經, del 443, 4 fascicoli, T.D. 670.16.479-513); altre due complete e rispettivamente di Bodhiruci (Rulengqiejing 入楞伽經, del 513, 10 fascicoli, T.D. 671.16.514-586) e  di Śikṣānanda (Dasheng rulengqie jing 大乘入楞伽經, del 700, 7 fascicoli, T.D. 672.16.587-639).
- Vimalakīrtinirdeśasūtra (L'insegnamento di Vimalakirti, 維摩結經 pinyin Wéimójiéjīng, giapp. Yuimaketsukyō) uno dei più importanti e profondi sutra Mahayana, fu tradotto nel 188 ma questa traduzione andò perduta. Una seconda traduzione di Zhī Qiān del 228 è ancora conservata, mentre una terza, del 265 di  Dharmarakṣa,  è anch'essa andata perduta. La più famosa fu eseguita nel 406 da Kumārajīva. Anche Xuánzàng lo tradusse nel 650.
- Zuòchánsānmèijīng o chán jīng (坐禪三昧經 o 禪經, Sutra dell'assorbimento meditativo nella meditazione da seduti, giapp. Zazensanmeikyō o Zenkyō, sanscrito: Dhyāna-niṣṭhita-samādhi-dharma-paryāya-sūtra) il cui originale sanscrito è andato perduto. Fu tradotto da Kumārajīva ed è importantissimo per le scuole meditative cinesi Tiantai e Chán in quanto fu il primo sutra mahayana a trattare la meditazione in modo differente da quello del Buddismo dei Nikāya. Contiene i primi accenni al metodo meditativo dello zhǐguān approfondito da Zhìyǐ nel Móhē Zhǐguān (摩訶止觀, Grande trattato sulla concentrazione e discernimento, giapp. Maka Shikan) T.D. 1911.
- Śūraṃgamasamādhisūtra (Sutra del raccoglimento dell'eroica marcia, 首楞嚴三昧經 pinyin: Shǒulèngyán sānmèi jīng, giapp. Shuryōgonsanmeikyō), figura anche nel Tanjur tibetano e fu tradotto intorno al 402 da Kumārajīva.
- Samādhirāja-sūtra (anche Samādhi-rāja-candra-pradīpa-sūtra o Candra-pradīpa-sūtra, Sutra del Re del Samadhi, 月燈三昧經 pinyin: Yuèdēng sānmèi jīng, giapp. Gattō zammai kyō)  Sūtra di scuola Cittamatra in cui il Buddha insegna a Candrapradita Kumāra la più elevata tecnica meditativa. Si conservano tre traduzioni cinesi relative a questo testo e tutte con lo stesso titolo: 
  - T.D. 639.15.549-620, eseguita da Narendrayaśas in 10 fascicoli nel 557.
  - T.D. 640.15.620-623, eseguita da Xiangong (先公) in 1 fascicolo.
  - T.D. 641.15.623-629, sempre eseguita da Xiangong (先公) in 1 fascicolo.

Di queste traduzioni solo quella di Narendrayaśas è completa, anche se questa sembra essere basata su un'opera leggermente più breve rispetto all'originale sanscrito  e alla versione tibetana che prende il nome di Chos thams cad kyi rang bzhin mnyam pa nyid rnam par spros pa ting nge dzin gyi rgyal pa.
- Maitreyavyākaraṇa ([Sutra] della discesa di Maitreya, 彌勒下生經 Mílè xiàshēng jīng, giapp. Miroku geshō kyō, T.D.  453.14.421-423) tradotto in un fascicolo da Dharmarakṣa nel 303 è uno dei principali sutra che trattano la figura del futuro buddha Maitreya.